# Сідні Говард-Сміт
Сідні Говард-Сміт (англ. Sydney Howard Smith; 3 лютого 1872 — 27 березня 1947) — колишній британський тенісист.
Здобув 52 одиночні титули.
Перемагав на турнірах Великого шолома в парному розряді.
Завершив кар'єру 1906 року.

## Фінали турнірів Великого шолома

### Одиночний розряд:1 поразка
| Результат | Рік  | Турнір               | Покриття | Суперник           | Рахунок            | Ref.  |
| --------- | ---- | -------------------- | -------- | ------------------ | ------------------ | ----- |
| Поразка   | 1900 | Вімблдонський турнір | Трава    | Реджинальд Догерті | 8–6, 3–6, 1–6, 2–6 | [ 3 ] |

### Парний розряд: 5 (2–3)
| Результат | Рік  | Турнір               | Покриття | Партнер      | Суперники                         | Рахунок                  | Ref.  |
| --------- | ---- | -------------------- | -------- | ------------ | --------------------------------- | ------------------------ | ----- |
| Перемога  | 1902 | Вімблдонський турнір | Трава    | Френк Райслі | Реджинальд Догерті Лоренс Догерті | 4–6, 8–6, 6–3, 4–6, 11–9 | [ 4 ] |
| Поразка   | 1903 | Вімблдонський турнір | Трава    | Френк Райслі | Реджинальд Догерті Лоренс Догерті | 4–6, 4–6, 4–6            | [ 4 ] |
| Поразка   | 1904 | Вімблдонський турнір | Трава    | Френк Райслі | Реджинальд Догерті Лоренс Догерті | 1–6, 2–6, 4–6            | [ 4 ] |
| Поразка   | 1905 | Вімблдонський турнір | Трава    | Френк Райслі | Реджинальд Догерті Лоренс Догерті | 2–6, 4–6, 8–6, 3–6       | [ 4 ] |
| Перемога  | 1906 | Вімблдонський турнір | Трава    | Френк Райслі | Реджинальд Догерті Лоренс Догерті | 6–8, 6–4, 5–7, 6–3, 6–3  | [ 4 ] |